# Питер Олајинка
Питер Олајинка (енгл. Peter Olayinka; Ибадан, 16. новембар 1995) нигеријски је фудбалер који тренутно наступа за Црвену звезду.

## Каријера
Олајинка је као седамнаестогодишњак стигао у Албанију где је најпре прикључен омладинском саставу Билиса, а потом је дебитовао и у Суперлиги Албаније. У дресу тог клуба наступао је током такмичарске 2012/13. и био учесник финала Купа Албаније у ком је његова тадашња екипа претрпела минимални пораз од Лачија након продужетака.
Према писању медија, Билис је одбио понуду Порта у износу од 500 хиљада евра на име обештећења. Олајинка је напустио клуб током лета 2013, али како је био под уговором договорена је позајмица севернокипарском Јеницамију. Допринео је освајању титуле постигавши 8 погодака на 21 сусрету у оквиру лигашког дела такмичења. Олајинка је првог дана септембра представљен као играч Скендербега. Међутим, то је оспорио Кукеши тврдњом да је играч претходно договорио сарадњу с тим клубом. Скендербег је, према писању медија, на име обештећења Билису исплатио 30 хиљада евра.
Од јануара 2016. Олајинка је постао фудбалер Гента. У јулу исте године прослеђен је Дукли из Прага на једногодишњу позајмицу. Још годину дана провео је у Зулте Варегему, такође у својству уступљеног играча. Дана 21. јула 2018, Олајинка је потписао четворогодишњи уговор с прашком Славијом. Уговор је продужио крајем 2020. У септембру 2022. постао је најбољи стрелац клуба у европским такмичењима, постигавши свој 13. погодак у победи над Балканијем. У јануару следеће године је потписао предуговор са Црвеном звездом и по окончању сезоне 2022/23. је као слободан играч приступио клубу. Представљен је 26. јуна 2023. и том приликом задужио дрес са бројем 14.

## Репрезентација
Док је наступао у Албанији, тамошњи Фудбалски савез разматрао је могућност позивања Олијанке у националну селекцију. Фудбалер је, према писању тамошњих медија, рекао да би прихватио позив у репрезентацију Албаније ако би добио пасош те земље. Први позив у репрезентацију Нигерије Олијанка је добио у септембру 2019, за пријатељски сусрет с Бразилом следећег месеца. Дебитовао је ушавши на терен у завршници утакмице.

## Статистика

### Клупска
Ажурирано 25. марта 2024.
|                           |          |                          |     |    |    |    |    |    |   |   |     |     |  |  |
| Билис                     | 2012/13. | Суперлига Албаније       | 14  | 0  | 10 | 3  | —  | —  | — | — | 24  | 3   |  |  |
|                           |          |                          |     |    |    |    |    |    |   |   |     |     |  |  |
| Јеницами (позајмица)      | 2013/14. | Суперлига Северног Кипра | 21  | 8  | 5  | 6  | —  | —  | 1 | 1 | 27  | 15  |  |  |
|                           |          |                          |     |    |    |    |    |    |   |   |     |     |  |  |
| Скендербег                | 2014/15. | Суперлига Албаније       | 15  | 6  | 2  | 3  | —  | —  | — | — | 17  | 9   |  |  |
| Скендербег                | 2015/16. | Суперлига Албаније       | 18  | 10 | 3  | 0  | 6  | 0  | — | — | 27  | 10  |  |  |
| Скендербег                | Укупно   | Укупно                   | 33  | 16 | 5  | 3  | 6  | 0  | — | — | 44  | 19  |  |  |
|                           |          |                          |     |    |    |    |    |    |   |   |     |     |  |  |
| Гент                      | 2015/16. | Прва лига Белгије        | 0   | 0  | 0  | 0  | 0  | 0  | — | — | 0   | 0   |  |  |
| Гент                      | 2016/17. | Прва лига Белгије        | 0   | 0  | —  | —  | 0  | 0  | — | — | 0   | 0   |  |  |
| Гент                      | Укупно   | Укупно                   | 0   | 0  | 0  | 0  | 0  | 0  | — | — | 0   | 0   |  |  |
|                           |          |                          |     |    |    |    |    |    |   |   |     |     |  |  |
| Дукла Праг (позајмица)    | 2016/17. | Прва лига Чешке          | 29  | 6  | 3  | 1  | —  | —  | — | — | 32  | 7   |  |  |
|                           |          |                          |     |    |    |    |    |    |   |   |     |     |  |  |
| Зулте Варегем (позајмица) | 2017/18. | Прва лига Белгије        | 35  | 11 | 1  | 0  | 4  | 0  | 1 | 0 | 41  | 11  |  |  |
|                           |          |                          |     |    |    |    |    |    |   |   |     |     |  |  |
| Славија Праг              | 2018/19. | Прва лига Чешке          | 24  | 6  | 5  | 0  | 10 | 0  | — | — | 39  | 6   |  |  |
| Славија Праг              | 2019/20. | Прва лига Чешке          | 20  | 4  | 0  | 0  | 8  | 1  | 1 | 0 | 29  | 5   |  |  |
|                           |          |                          |     |    |    |    |    |    |   |   |     |     |  |  |
| Славија Праг Б            | 2019/20. | Трећа лига Чешке         | 1   | 1  | —  | —  | —  | —  | — | — | 1   | 1   |  |  |
|                           |          |                          |     |    |    |    |    |    |   |   |     |     |  |  |
| Славија Праг              | 2020/21. | Прва лига Чешке          | 24  | 6  | 2  | 1  | 13 | 4  | — | — | 39  | 11  |  |  |
| Славија Праг              | 2021/22. | Прва лига Чешке          | 24  | 6  | 3  | 1  | 13 | 4  | — | — | 40  | 11  |  |  |
| Славија Праг              | 2022/23. | Прва лига Чешке          | 23  | 11 | 2  | 2  | 11 | 4  | — | — | 36  | 17  |  |  |
| Славија Праг              | Укупно   | Укупно                   | 115 | 33 | 12 | 4  | 55 | 13 | 1 | 0 | 183 | 50  |  |  |
|                           |          |                          |     |    |    |    |    |    |   |   |     |     |  |  |
| Славија Праг Б            | 2022/23. | Друга лига Чешке         | 1   | 0  | —  | —  | —  | —  | — | — | 1   | 0   |  |  |
| Славија Праг Б            | Укупно   | Укупно                   | 2   | 1  | —  | —  | —  | —  | — | — | 2   | 1   |  |  |
|                           |          |                          |     |    |    |    |    |    |   |   |     |     |  |  |
| Црвена звезда             | 2023/24. | Суперлига Србије         | 24  | 5  | 1  | 0  | 5  | 0  | — | — | 30  | 5   |  |  |
|                           |          |                          |     |    |    |    |    |    |   |   |     |     |  |  |
| Каријера                  | Каријера | Каријера                 | 273 | 80 | 37 | 17 | 70 | 13 | 2 | 1 | 382 | 111 |  |  |
|                           |          |                          |     |    |    |    |    |    |   |   |     |     |  |  |

### Репрезентативна
Ажурирано 28. јула 2023.
| Нигерија | Нигерија | Нигерија |
| Године   | Наступа  | Голова   |
| -------- | -------- | -------- |
| 2019.    | 1        | 0        |
| 2020.    | 0        | 0        |
| 2021.    | 1        | 0        |
| 2022.    | 2        | 0        |
| Укупно   | 4        | 0        |

## Трофеји, награде и признања
Јеницами
- Суперлига Северног Кипра : 2013/14.[4]

Скендербег
- Суперлига Албаније : 2014/15.[34]

Славија Праг
- Прва лига Чешке (3): 2018/19,[35] 2019/20,[36] 2020/21.[37]

- Куп Чешке (3): 2018/19,[38] 2020/21,[39] 2022/23.[40]

Црвена звезда
- Суперлига Србије : 2023/24.[41]
- Куп Србије : 2023/24.[42]